# Luis Eduardo Delgado Pacheco
Luis Eduardo Delgado Pacheco, també conegut com a Luso (Saragossa, 4 de desembre de 1984) és un futbolista professional aragonès. Juga de migcampista defensiu, defensa central i/o lateral. Actualment és jugador del Córdoba Club de Fútbol.

## Trajectòria
Format al planter del Reial Saragossa, és un lateral dret al qual li agrada sumar-se amb facilitat a l'atac, després de passar per diversos equips de la Segona B, sobretot a Catalunya, cal destacar el seu pas per la Sant Andreu on va fer un gran tàndem per la banda dreta amb Manuel Lanzarote, signa el 2010 amb el Girona FC, fent un pas de gegant en el futbol professional.
Delgado es compromet amb el Girona FC, després de ser una de les peces claus en la gran temporada quallada per la UE Sant Andreu a Segona Divisió B i arriba per reforçar la posició de lateral dret, viurà amb el Girona la seva primera experiència a Segona.
Al cap de poc temps, es guanya l'estimació de l'afició de Montilivi on la temporada 2012-2013, pren molt de protagonisme despertant l'atenció de diversos equips en el mercat d'estiu, amb la final decisió de fitxar pel Córdoba Club de Fútbol.
Durant la temporada següent i com a jugador del conjunt andalús, aconsegueix l'ascens a la Primera divisió, essent ell una referència dins el camp, és a dir essent un jugador transcendental per aconseguir la fita tot i que no va poder jugar l'eliminatòria final del Play-off d'ascens contra la Unión Deportiva Las Palmas.